# Chus López
Jesús López García, más conocido como Chus López (Hospitalet de Llobregat, 23 de enero de 1987), es un entrenador español con licencia UEFA B Futsal y título Nivel 1 de Fútbol sala. Actualmente entrenador del club polaco Orzeł Futsal Jelcz-Laskowice, de la Futsal Ekstraklasa de Polonia.

## Carrera de jugador
Formado en la cantera del Fútbol Sala Martorell en la ciudad catalana de Martorell, fue uno de los porteros más jóvenes en debutar en la máxima categoría del fútbol sala nacional español, la LNFS. Equipos como Fútbol Sala Martorell, Laguna playas de Salou, Futbol Sala Baix Maestrat y Associació Esportiva Palma Futsal cuentan en su trayectoria profesional. También formó parte de la selección catalana de fútbol sala, FCF.
Ganador de tres copas Catalunya y un campeonato de selecciones U19 con la selección catalana de fútbol sala, Chus ha tenido entrenadores como Sito Rivera, Eduardo García Belda "Miki", Federico Vidal Montaldo (actual entrenador de la selección española de fútbol sala), José Lucas Mena “Pato” (actual entrenador del equipo Ribera Navarra), Juanito (actual entrenador del equipo del Thai Son Bac) entre otros entrenadores del más alto nivel dentro del fútbol sala.

### Clubs
| Año       | Club                              | Categoría                        |
| --------- | --------------------------------- | -------------------------------- |
| 2004/2005 | Fútbol Sala Martorell             | LNFS                             |
| 2005/2006 | Fútbol Sala Martorell             | LNFS                             |
| 2006/2007 | Fútbol Sala Martorell             | LNFS                             |
| 2007/2008 | Laguna playas de Salou            | Segunda División de fútbol sala  |
| 2008/2009 | Futbol Sala Baix Maestrat         | LNFS                             |
| 2009/2010 | Futbol Sala Baix Maestrat         | LNFS                             |
| 2010/2011 | Associació Esportiva Palma Futsal | LNFS                             |
| 2011/2012 | Associació Esportiva Palma Futsal | LNFS                             |
| 2012/2013 | Associació Esportiva Palma Futsal | LNFS                             |
| 2014/2015 | Salou FS                          | Segunda División B (fútbol sala) |
| 2015/2016 | KS Orzeł Futsal Jelcz-Laskowice   | 1.división de Polonia            |

### Palmarés
- Copa de Catalunya de fútbol sala : 3 Futbol Sala Martorell : 2005/2006/2007
- Campeonato de selecciones autonómicas sub-19 : 1 Selección catalana de fútbol sala sub-19 : 2005

## Carrera de entrenador
En mayo del 2016 recibe la proposición de club KS Orzeł Futsal Jelcz-Laskowice de coger el cargo de entrenador y empezar un nuevo proyecto deportivo. Puesto que combina con el de coordinador de la academia en todas sus categorías desde sub-6 hasta sub-20.
En su primera temporada el club consigue un histórico segundo puesto dándole la oportunidad de jugar la promoción de ascenso a la liga de Futsal Ekstraklasa. Durante esta temporada combinó su puesto junto con el de entrenador de porteros en la selección húngara dirigida por Sito Rivera.
En la siguiente temporada, 2017/2018, consigue hacer al equipo campeón de liga y consigue el ascenso automático a la máxima categoría del fustal polaco.
En agosto de 2019, consiguen ganar el prestigioso torneo Acana Futsal Masters de Polonia ganando en la final al campeón francés.

### Palmarés
- Campeonato de 1. división de Polonia: KS Orzeł Futsal Jelcz-Laskowice: 2017/2018
- Campeonato de Acana Futsal Masters: KS Orzeł Futsal Jelcz-Laskowice: agosto 2018

### Reconocimientos
- Título de Mejor Entrenador de la zona de Oława y nominación a Mejor Entrenador de Baja Silesia por el periódico Gazeta Wrocławska: 2016, 2017, 2018[4]